# Hamed Hamdan al-Bishi
Pour les articles homonymes, voir Hamdan al-Bishi.
Hamed Hamadan al-Bishi (né le 3 mars 1982) est un athlète saoudien, spécialiste du 200 m.

## Carrière
Il est champion d'Asie sur 200 m en 2005. Son record sur cette distance est de 20 s 55, obtenu à Hambourg le 20 juillet 2003 avec un vent défavorable de 1,8 m/s. Sur 400 m, son record est de 45 s 62 obtenu à Lapinlahti le 18 juillet 2014.

## Palmarès
| Date | Compétition            | Lieu      | Résultat | Épreuve   | Temps         |
| ---- | ---------------------- | --------- | -------- | --------- | ------------- |
| 2002 | Championnats d'Asie    | Colombo   | 6e       | 200 m     | 21 s 32       |
| 2002 | Jeux asiatiques        | Busan     | 7e       | 200 m     | 21 s 10       |
| 2003 | Championnats d'Asie    | Manille   | 2e       | 200 m     | 20 s 73       |
| 2004 | Jeux panarabes         | Alger     | 1er      | 200 m     | 20 s 81       |
| 2004 | Jeux panarabes         | Alger     | 1er      | 4 x 100 m | 39 s 40       |
| 2004 | Jeux panarabes         | Alger     | 1er      | 4 x 400 m | 3 min 03 s 03 |
| 2005 | Championnats d'Asie    | Incheon   | 1er      | 200 m     | 20 s 66       |
| 2006 | Jeux asiatiques        | Doha      | 4e       | 200 m     | 20 s 83       |
| 2007 | Championnats panarabes | Amman     | 2e       | 200 m     | 21 s 06       |
| 2007 | Championnats panarabes | Amman     | 2e       | 400 m     | 46 s 34       |
| 2007 | Jeux panarabes         | Le Caire  | 1er      | 4 x 400 m | 3 min 04 s 74 |
| 2009 | Championnats panarabes | Damas     | 3e       | 200 m     | 20 s 92       |
| 2010 | Jeux asiatiques        | Guangzhou | 1er      | 4 × 400 m | 3 min 02 s 30 |
| 2011 | Championnats d'Asie    | Kobe      | 2e       | 4 x 400 m | 3 min 08 s 03 |
| 2011 | Jeux panarabes         | Doha      | 1er      | 4 x 400 m | 3 min 07 s 92 |

## Records
| Épreuve | Épreuve   | Temps   | Lieu       | Date            |
| ------- | --------- | ------- | ---------- | --------------- |
| 200 m   | Plein air | 20 s 55 | Hambourg   | 20 juillet 2003 |
| 400 m   | Plein air | 46 s 01 | Lapinlahti | 13 juillet 2003 |